# Автоматический лёгкий состав

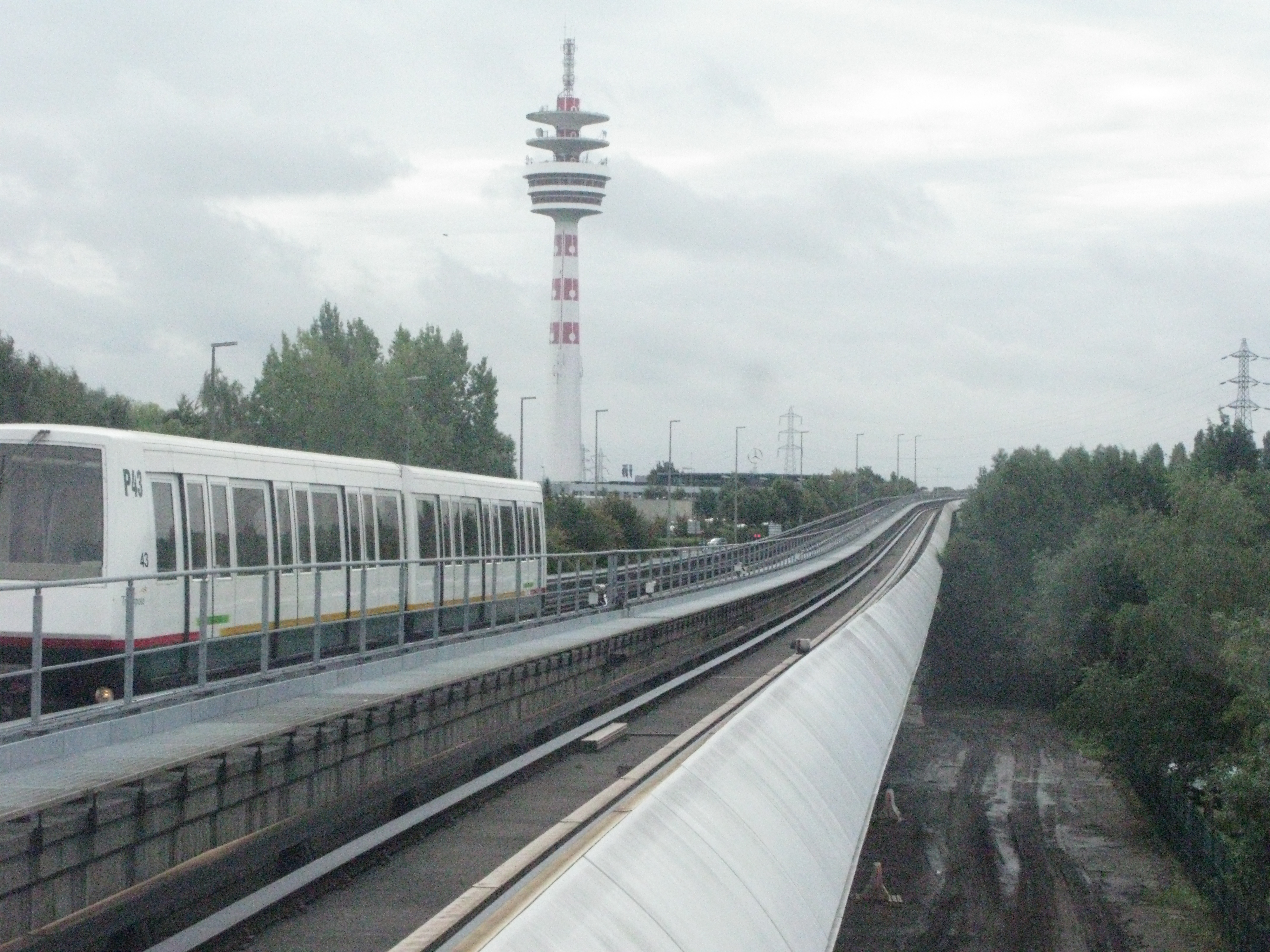
ВАЛ в Вильнёв-д’Аске

Автоматический лёгкий состав (фр. Véhicule automatique léger) или VAL — французская система автоматизированного (без участия машиниста) лёгкого метро (или аналогичных отдельных линий в сети традиционного метрополитена) с подвижным составом на шинном ходу, использующаяся в качестве городского транспорта, для обслуживания аэропортов и т. д.
Система VAL является результатом разработки Университета Лилль I и предприятия Matra. Помимо отражения функциональности, аббревиатура обыгрывает историческое происхождение от названия проекта Вильнёв-д’Аск — Лилль (в Вильнёв-д’Аск проходили испытания системы).
Построенный и запущенный в 1983 году, VAL-метрополитен Лилля является первым автоматическим метро в мире.
Система VAL и её аналоги получили распространение во Франции, Италии, Швейцарии, США, Южной Корее и на Тайване.